# Josa keyserlingi
Josa keyserlingi là một loài nhện trong họ Anyphaenidae.
Loài này thuộc chi Josa. Josa keyserlingi được Ludwig Carl Christian Koch miêu tả năm 1866.